# Bundeswahlbehörde
Die österreichische Bundeswahlbehörde ist eine weisungsfreie Kollegialbehörde, der die oberste Leitung der bundesweiten Wahlen (Wahl des Nationalrates, des Bundespräsidenten und des Europäischen Parlaments) und die Durchführung der Volksabstimmungen und Volksbefragungen auf Bundesebene obliegt. Auch bei der Durchführung der Volksbegehren und Europäischen Bürgerinitiativen wirkt sie mit.

## Aufgaben
Rechtsgrundlagen für die Einrichtung der Bundeswahlbehörde und die Bestellung ihrer Mitglieder sind insbesondere § 12, § 14 und § 15 der Nationalratswahlordnung. Die Bundeswahlbehörde ist beim Bundesministerium für Inneres eingerichtet und setzt sich neben dem Innenminister als Vorsitzendem aus fünfzehn Vertretern der im Nationalrat vertretenen Parteien und zwei Richtern zusammen. Die Mitglieder werden von der Bundesregierung (Ministerrat) bestellt, wobei die den Parteien jeweils hinsichtlich der ihnen zustehenden Vertreter das Vorschlagsrecht zukommt.
Die Bundeswahlbehörde hat als oberste Wahlbehörde unter anderem darüber zu entscheiden, ob die wahlwerbenden Parteien die für die Kandidatur nötigen Voraussetzungen erfüllen sowie mit welchem Namen und in welcher Reihenfolge sie auf dem Stimmzettel aufscheinen.

## Geschichte
Erstmals seit dem Bestehen der Bundeswahlbehörde sorgte anlässlich der Nationalratswahl 2006 für Konfliktstoff, dass der in der Versammlung den Freiheitlichen zustehende Sitz nicht mehr der FPÖ, sondern den FPÖ-Abtrünnigen unter Jörg Haider 2005 gegründeten neuen Partei Bündnis Zukunft Österreich (BZÖ) zuerkannt wurde. Als ausschlaggebend für die Ministerratsentscheidung der ÖVP-BZÖ-Regierung wurden zwei Rechtsgutachten sowie die bestehende Judikatur genannt.
Im Zuge der Bundespräsidentenwahl in Österreich 2016 musste der zweite Wahlgang wiederholt werden.

### Nationalratswahl 2019
Die konstituierende Sitzung der Bundeswahlbehörde für die Nationalratswahl 2019 fand am 30. Juli 2019 statt. Neben den 15 von den Parteien nominierten Vertretern wurden die Vizepräsidentinnen des Oberlandesgericht Wien Gabriele Fink-Hopf und Meinrad Handstanger vom Verwaltungsgerichtshof Beisitzer. Vorsitzender der Bundeswahlbehörde und Bundeswahlleiter war der damalige Innenminister Wolfgang Peschorn, der drei Stellvertreter hat. Die ÖVP entsendete Karl Nehammer, Wolfgang Gerstl, den früheren Klubdirektor Werner Zögernitz, Rechtsanwalt Karl Schön sowie Romed Perfler (Vorstandsmitglied in der Politischen Akademie). Die SPÖ nominierte Andrea Brunner, Raphael Sternfeld (Kommunikationschef der Wiener SPÖ), den stellvertretenden Klubdirektor Peter Pointner und Klubsekretärin Monika Juch. Die FPÖ ist durch Johannes Hübner, Norbert Nemeth, Bernd Saurer und Klubreferent Heimo Probst vertreten. NEOS wird durch Rechtsanwalt Karl-Arthur Arlamovsky vertreten, JETZT entsandte Susanne Giendl. Vertrauensperson der Grünen ist Bund-Länder-Koordinator Thomas Sperlich, jene der KPÖ Ingram Riss.